# Spiritisme
Het spiritisme is een geloof dat stelt dat de mens na zijn dood als geest voortbestaat, en dan in staat is om met andere, nog levende mensen te communiceren. Deze communicatie gaat meestal via de tussenkomst van een medium. Spiritisme gaat ervan uit dat de dood geen wezenlijke verandering in de geest van de mens teweegbrengt. Door de dood scheiden lichaam en geest zich weliswaar, maar terwijl het lichaam achterblijft, leeft de geest verder.
Een aanhanger van het spiritisme wordt spiritist genoemd.

## Geschiedenis
Het spiritisme werd reeds aangehangen in bijvoorbeeld het Oude India, Tibet en Egypte. De geloofsbeweging ontleent ook bepaalde denkbeelden aan het platonisme en het christendom over de eeuwige ziel. In de Middeleeuwen werd van heksen soms beweerd dat zij contacten hadden met geesten. Wetenschappers die spiritisme beschreven of bestudeerd hebben zijn onder andere Emanuel Swedenborg (1688-1772), Jakob Lorber (1800-1864), Isaac Newton, Nobelprijswinnaar professor Charles Richet, Cesare Lombroso, Sir Oliver Lodge, professor Julien Ochorowicz, Camille Flammarion, professor Théodore Flournoy en William Crookes. Een bekende spiritist was bijvoorbeeld Arthur Conan Doyle. Halverwege de 19e eeuw ontstond het "moderne" spiritisme.
De oudste Nederlandse vereniging van spiritisten, opgericht in 1888, noemt zichzelf Nederlandse Vereniging van Spiritualisten "Harmonia". Ook in de Engelse taal wordt het woord spiritualism gebruikt, zowel voor het Nederlandse woord spiritualisme als wel voor spiritisme.

## Contact met geesten
Als spiritistische verschijnselen worden bijvoorbeeld aangemerkt: automatismen (automatisch gaan schrijven, tekenen, spreken), mededelingen door Kruis en bord (zie ook ouijabord), geestverschijningen, psychometrie, teleplasmavorming (of ectoplasmavorming).
Iemand van wie geloofd wordt dat hij contact kan krijgen met geesten, wordt een medium genoemd. Een in Nederland bekend medium is Jomanda. In de 19e eeuw was Daniel Dunglas Home een bekend medium. Nederlands bekendste spiritiste is de pedagoge, feministe en schrijfster Elise van Calcar. Zelf had zij geen paranormale gaven, maar ging wel voor in spiritistische diensten en organiseerde seances bij haar thuis.

## Allan Kardec
In de 19e eeuw verheft de Franse pedagoog Hyppolyte L.D. Rivail onder het pseudoniem Allan Kardec spiritisme tot een neoreligie. Kardec heeft zijn spiritistische leer beschreven in Le Livre des esprits uit 1857 (Het Boek der Geesten) , Le Livre des médiums uit 1861 (Het Boek der Mediums), L'Évangile selon le spiritisme uit 1864 (Het Evangelie volgens het Spiritisme), Le Ciel et l'Enfer ou la Justice divine uit 1866 (Hemel en Hel), en La Genèse uit 1868 (Genesis). Zie verder het artikel over Allan Kardec.

## Bedrog
Spiritisme heeft velen aangezet tot bedrog. Het is immers voor anderen moeilijk te controleren of iemand daadwerkelijk contact heeft met geesten. Rico Bulthuis beschrijft in zijn - op ware gebeurtenissen gebaseerde - romans De Schim van Joyce Herfst en Madame Clazina Rooselinde, Clairvoyante (1949) diverse malafide "mediums".